# Enrico Borwin II di Meclemburgo
Enrico Borwin II di Meclemburgo, anche conosciuto come   Heinrich Burwy II (XII secolo – 5 giugno 1226) è stato un principe di Meclemburgo.

## Biografia
Enrico Borwin II era il primogenito di Enrico Borwin I e fratello di Nicola II di Meclemburgo.
Nel 1218 Enrico Borwin I abdicò in favore dei due figli, suddividendo fra loro il suo regno. A Enrico Borwin II andò la parte orientale del Meclemburgo, e a Nicola II la parte occidentale. Da allora Enrico Borwin II viene anche chiamato nelle scritture come Herr von Rostock (Signore di Rostock).
Enrico Borwin II sposò intorno al 1220 una donna di nome Cristina, la cui origine non è stata del tutto chiarita. Secondo alcuni era figlia del re Guglielmo I di Scozia, mentre secondo altre fonti era figlia di Sverker II di Svezia. Da questo matrimonio Enrico ebbe sei figli: 
- 4 figli maschi: 
  - Giovanni, detto il Teologo;
  - Nicola;
  - Enrico;
  - Pribislao.
- due figlie femmine: 
  - Margherita, sposata nel 1230 conte Gunzelin III di Schwerin;
  - Matilda, sposata nel 1229 con il duca Sambor II di Pomerelia.

Enrico Borwin II morì il 5 giugno 1226. In quel tempo era ancora vivo il padre, Enrico Borwin I, mentre era già morto il fratello Nicola II. Pertanto l'intero territorio del Meclemburgo passò in eredita ai quattro figli maschi di Enrico II. Questi governarono congiuntamente la regione fino al 1233, poi si spartirono il territorio in quattro parti, secondo quella che gli storici chiamano prima partizione del Meclemburgo.

## Ascendenza
|                                 |   |   | Genitori |  |  | Nonni |  |  | Bisnonni |  |  | Trisnonni            |  |
|                                 |   |   |          |  |  |       |  |  | Niklot   |  |  | Pribislavo di Wagria |  |
|                                 |   |   |          |  |  |       |  |  | Niklot   |  |  | Pribislavo di Wagria |  |
|                                 |   | … |          |  |  |       |  |  | Niklot   |  |  |                      |  |
| Pribislavo di Meclemburgo       |   |   |          |  |  |       |  |  | Niklot   |  |  |                      |  |
|                                 |   | … | …        |  |  |       |  |  |          |  |  |                      |  |
|                                 |   | … | …        |  |  |       |  |  |          |  |  |                      |  |
|                                 |   | … | …        |  |  |       |  |  |          |  |  |                      |  |
| Enrico Borwin I di Meclemburgo  |   | … |          |  |  |       |  |  |          |  |  |                      |  |
|                                 |   | … | …        |  |  |       |  |  |          |  |  |                      |  |
|                                 |   | … | …        |  |  |       |  |  |          |  |  |                      |  |
|                                 |   | … | …        |  |  |       |  |  |          |  |  |                      |  |
| …                               |   | … |          |  |  |       |  |  |          |  |  |                      |  |
|                                 |   | … | …        |  |  |       |  |  |          |  |  |                      |  |
|                                 |   | … | …        |  |  |       |  |  |          |  |  |                      |  |
|                                 |   | … | …        |  |  |       |  |  |          |  |  |                      |  |
| Enrico Borwin II di Meclemburgo |   | … |          |  |  |       |  |  |          |  |  |                      |  |
|                                 | … | … |          |  |  |       |  |  |          |  |  |                      |  |
|                                 | … | … |          |  |  |       |  |  |          |  |  |                      |  |
|                                 | … | … |          |  |  |       |  |  |          |  |  |                      |  |
| …                               | … |   |          |  |  |       |  |  |          |  |  |                      |  |
|                                 |   | … | …        |  |  |       |  |  |          |  |  |                      |  |
|                                 |   | … | …        |  |  |       |  |  |          |  |  |                      |  |
|                                 |   | … | …        |  |  |       |  |  |          |  |  |                      |  |
| …                               |   | … |          |  |  |       |  |  |          |  |  |                      |  |
|                                 |   | … | …        |  |  |       |  |  |          |  |  |                      |  |
|                                 |   | … | …        |  |  |       |  |  |          |  |  |                      |  |
|                                 |   | … | …        |  |  |       |  |  |          |  |  |                      |  |
| …                               |   | … |          |  |  |       |  |  |          |  |  |                      |  |
|                                 |   | … | …        |  |  |       |  |  |          |  |  |                      |  |
|                                 |   | … | …        |  |  |       |  |  |          |  |  |                      |  |
|                                 |   | … | …        |  |  |       |  |  |          |  |  |                      |  |
|                                 |   | … |          |  |  |       |  |  |          |  |  |                      |  |